# کمناث
شهر کمناث (به آلمانی: Kemnath) در ایالت بایرن در کشور آلمان واقع شده‌است.